# ¡Agua!
¡Agua! è il primo album in studio della cantante spagnola Chanel, pubblicato il 12 gennaio 2024 dalla Sony Entertainment España.

## Antefatti
Immediatamente dopo la partecipazione all'Eurovision Song Contest 2022 con SloMo, dove si è classificata al terzo posto, Chanel ha annunciato di star lavorando al proprio album di debutto con il produttore Leroy Sanchez. Come fonti di ispirazione del disco, la cantante ha citato i generi pop latino, bachata e reggaeton, oltre che al sound anni '90.

## Tracce
1. Clavaito (con Abraham Mateo) – 2:42
2. Vuelta y vuelta – 2:16
3. Ping pong (con Ptazeta) – 2:39
4. Loka (con Maikel Delacalle) – 3:01
5. P.M. – 2:38
6. Hasta que amanezca (con Zé Felipe e Rocco Hunt) – 2:58
7. Ahora que no te tengo (con FMK) – 2:35
8. Lucky Me – 2:21
9. SloMo – 2:56
10. Sin sal – 2:24
11. House Party – 2:19
12. Agua – 3:00

## Classifiche
| Classifica (2024) | Posizione massima |
| ----------------- | ----------------- |
| Spagna            | 1                 |